# De Tour Village
De Tour Village è un villaggio degli Stati Uniti d'America, situato nello Stato del Michigan, nella contea di Chippewa.